# Ali Asgar Mammadov
Ali Asgar Mammadov (* 1977) ist ein aserbaidschanischer Tarspieler.
Mammadov studierte von 1983 bis 1994 in der Bulbul-Musikschule und von 1995 bis 2001 an der Musikakademie von Baku. Zu seinen Lehrern gehörten die Tar-Meister Ramiz Quliyev, Hamid Vakilov und Vamig Mammadaliyev. 1996, 1997 und 1998 war er jeweils Preisträger des aserbaidschanischen Mughamwettbewerbes.
Von 1999 bis 2000 war er Mitglied des Mughamtrios von Alim Qasimov. Mit diesem arbeitete er 2005 erneut zusammen, und 2009 nahm er mit ihm, seiner Tochter Fargana Qasimova und Rauf Islamov beim Morgenland Festival Osnabrück das Album Intimate Dialogue auf. Internationale Auftritte absolvierte er auch mit Zabit Nabizade und Khayyam Mammadov.
Weiterhin ist Mammadov Mitglied von Yo-Yo Mas Silk Road Ensemble. Seit 1998 ist er Solist des Orchesters des Aserbaidschanischen Opern- und Balletttheaters. Seit 2005 unterrichtet er am Nationalkonservatorium von Aserbaidschan.